# Sulejman Delvina

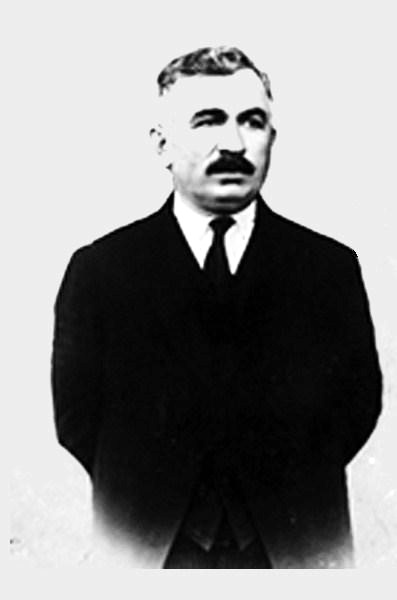
Sulejman Delvina (1920–1925)

Sulejman Bej Delvina (* 5. Oktober 1884 in Delvina; † 1. August 1933 in Vlora) war ein albanischer Politiker. Kurz nach der Wiedergewinnung der politischen Unabhängigkeit seines Landes führte er 1920 Albaniens erste allgemein anerkannte Nachkriegsregierung als Ministerpräsident. 1924 war er Minister im Kabinett Fan Nolis.

## Leben

### Ausbildung und Karriere als osmanischer Beamter
Sulejman Bej Delvina entstammte einer wohlhabenden muslimischen Familie. Er besuchte in seinem Geburtsort die türkischsprachige Grundschule und setzte dann seine Ausbildung am Gymnasium Zosimea in Ioannina fort. Nach dem Abitur studierte er in Istanbul und trat nach dem Abschluss 1898 in den osmanischen Staatsdienst ein. Zuerst war er Beamter im Innenministerium, danach Sekretär im Büro des Ministerpräsidenten, das für die Ausfertigung von Verordnungen zuständig war. Gleichzeitig unterrichtete er am staatlichen Galatasaray-Lyzeum. Er stieg zum Sektionschef im Innenministerium auf und war dort als Vorgesetzter für die Verwaltungsbehörden der Vilâyets verantwortlich.
Sulejman Delvina engagierte sich in verschiedenen patriotischen und kulturellen Vereinigungen der in der osmanischen Hauptstadt lebenden Albaner. Als die Bewegung der Jungtürken, die 1908 die Macht errungen hatten, immer mehr aggressiv-nationalistische Züge annahm, wandte sich Delvina gegen sie und bekannte sich als albanischer Patriot. So unterstützte er im Juli 1911 eine Kundgebung albanischer Studenten, die für ihre Heimat die Einführung des Albanischen als Unterrichts- und Verwaltungssprache forderten. Im November 1911 vertrat er diese Forderungen auch in einer Petition an den Sultan.
Auch nachdem im November 1912 in Vlora die Unabhängigkeit Albaniens ausgerufen worden war, blieb Sulejman Delvina in Konstantinopel, wo er bis zum Ende des Ersten Weltkriegs weiter im osmanischen Staatsdienst arbeitete. Aufgrund dessen war er nicht in die Parteienkämpfe der albanischen Beys verwickelt, die bis zum Ausbruch des Ersten Weltkriegs den Aufbau eines funktionierenden Staates in Albanien verhinderten und letztlich 1914 die Besetzung des neutralen Landes durch die Krieg führenden Mächte begünstigten, wobei sich ein Teil der albanischen Eliten durch Kollaboration mit der einen oder anderen Kriegspartei diskreditierte.

### Pariser Friedenskonferenz und Kongress von Lushnja
Als es für Albanien 1919 um die Wiedergewinnung der staatlichen Unabhängigkeit ging, entsandte die albanische Gemeinde Istanbuls den, was die inneralbanischen Zwistigkeiten anging, neutralen Sulejman Delvina zur Pariser Friedenskonferenz, damit er dort für sein Volk sprach. Eine offizielle Delegation Albaniens gab es nicht, vielmehr versuchten von verschiedenen Gruppierungen entsandte Albaner, die Entente-Diplomaten zwischen den Sitzungen der Konferenz für die albanische Sache einzunehmen. Von April 1919 an hielt sich Delvina etwa ein halbes Jahr in Paris auf, ohne etwas Entscheidendes erreichen zu können. Die Entente-Mächte gaben trotz US-amerikanischer Fürsprache keine Garantie für den albanischen Staat ab. Sicher war nur das für die Albaner negative Ergebnis: Kosovo würde Teil des neu entstandenen Jugoslawiens sein.
Im Januar 1920 berichtete Sulejman Delvina den auf dem Kongress von Lushnja versammelten albanischen Führern über die Verhandlungen in Paris. Man einigte sich darauf, den albanischen Staat in den 1913 festgelegten Grenzen auch ohne internationale Anerkennung wieder zu gründen und Delvina wurde von den Deputierten zum Ministerpräsidenten der ersten albanischen Nachkriegsregierung gewählt.

### Ministerpräsident Albaniens
In seiner kaum zehn Monate währenden Amtszeit legte Sulejman Delvina auf vielen Gebieten die Grundlagen für den albanischen Staat. Außenpolitisch bereitete er durch geschickte Verhandlungen den Weg für die internationale Anerkennung seines Landes. Als anerkanntem Verwaltungsfachmann hatte man Delvina in Lushnja nicht nur das Amt des Ministerpräsidenten übertragen, sondern ihn auch zum Stellvertreter des Innen-, des Justiz- und des Finanzministers ernannt. In diesen Funktionen begann er damit, eine landesweite Polizei aufzubauen, Gerichte zu etablieren und Geldquellen für die Regierung zu erschließen.
Im Februar 1920 zog Delvina mit seiner Regierung in die Stadt Tirana, die der Kongress von Lushnja zur neuen Hauptstadt erklärt hatte. Nachdem die französischen Truppen aus Shkodra abgezogen waren, unterstellte sich diese wichtige nordalbanische Stadt am 13. März der gesamtalbanischen Regierung. Diese übernahm es nun, Shkodra gegen jugoslawische Verbände zu verteidigen, die nach Abzug der Franzosen auf albanisches Gebiet vorgedrungen waren. Zur Verteidigung der Grenzen und zur Herstellung der inneren Ordnung begann die Regierung, in jeder Präfektur ein Gendarmeriebataillon aufzustellen. Aus Weltkriegszeiten waren nur wenige Polizeieinheiten in den größeren Städten Shkodra, Durrës, Elbasan und Korça übrig geblieben.
Da ein geordnetes Steuerwesen noch fehlte, legte die Regierung Anfang März 1920 eine Inlandsanleihe von über zwei Millionen Francs auf, um damit die dringendsten Staatsaufgaben finanzieren zu können. Im Ausland war niemand bereit, Albanien Kredit zu geben. Als wenig später das französisch besetzte Korça wieder mit Albanien vereinigt wurde, konnte die Regierung die dortige mit zwei Millionen Francs gefüllte Kasse übernehmen. Dies waren – abgesehen von spärlichen Zolleinnahmen – die einzigen Mittel über die Sulejman Delvina während seiner Amtszeit verfügen konnte.
Im Mai begann die Regierung mit einer Reform des Gerichtswesens. Nach der Unabhängigkeit 1912 hatte die Regierung Qemali die alten türkischen Gerichte fortbestehen lassen und auch unter Fürst Wilhelm war es dabei geblieben. Delvina setzte nun nach westeuropäischem Vorbild Friedensrichter als unterste Instanz ein. Als nächste Instanzen folgten Bezirks- und Präfekturgerichte (alb. Gjykata e Fillimit bzw. Gjykata e Përtërimit). Ebenso wurde ein Appellationsgericht (alb. Gjykata e Diktimit) als höchstes Gericht eingerichtet. Unter der Leitung Delvinas wurde auch eine umfangreiche Anweisung für Beamte ausgearbeitet, welche Fachbegriffe sie im amtlichen Schriftverkehr zu nutzen hätten. Dieses Papier war der Beginn der Bemühungen, das Albanische als Verwaltungssprache weiterzuentwickeln.
Am 28. Mai 1920 traf sich Sulejman Delvina mit Vertretern der griechischen Regierung im Grenzort Kapshtica. Beide Seiten unterzeichneten ein Protokoll, in dem sie die 1913 gezogene Grenze anerkannten. Ende Mai erkannte auch Italien die Regierung in Tirana als die rechtmäßige Albaniens an. Bis dahin hatte Rom die durch den Kongress von Lushnja geschaffene neue Lage nicht akzeptiert, insbesondere nicht die Absetzung der Ende 1918 von den Italienern in Durrës installierten Marionettenregierung. Weil Sulejman Delvina diesen außenpolitischen Erfolg nicht in Frage stellen wollte, konnte er die in der Region Vlora kämpfenden Freischärler nicht offen unterstützen. (Die wichtige Hafenstadt war noch immer von italienischen Truppen besetzt.) Allerdings lieferte die Regierung den Kämpfenden Waffen und Verpflegung. Deutlicher distanzierte sich Delvina vom aussichtslosen Aufstand der Albaner im Kosovo gegen die jugoslawische Fremdherrschaft, indem er von Gabriele D’Annunzio initiierte Waffenlieferungen an die Kosovaren, die über albanische Häfen gehen sollten, zurückwies. Gegenüber Bajram Curri erklärte der Ministerpräsident, dass Albanien zu schwach sei, um in der Kosovo-Frage militärisch eingreifen zu können; es bliebe allein der diplomatische Weg.
Zermürbt durch drei Monate währende Guerilla-Kämpfe waren die Italiener Ende August 1920 bereit, Vlora an Albanien zurückzugeben. Ein entsprechendes Abkommen wurde geschlossen. Damit hatten Sulejman Delvina und seine Regierung ihre Herrschaft in ganz Albanien in den Grenzen von 1913 etabliert und die territoriale Integrität des Landes gesichert.
Im Herbst 1920 formierte sich vor allem im Süden des Landes eine Bewegung, die baldige Parlamentswahlen forderte. Diese Bewegung richtete sich insofern auch gegen die Regierung Delvina, als dass sie von Großgrundbesitzern geführt wurde, die zum Teil der italienerfreundlichen Regierung des Jahres 1919 angehört hatten und die durch den Kongress von Lushnja und Sulejman Delvina vorläufig von der Macht verdrängt worden waren. Delvina glaubte, nicht mehr das Vertrauen der Bevölkerung zu haben und trat deshalb am 14. November 1920 mit seinem Kabinett zurück. In einem Zeitungsartikel wurde Delvina nach Ablauf seiner Amtszeit als „gebildet, charakterfest und wahrer Staatsmann“ gelobt.

### Ministerämter und Emigration
Die ersten albanischen Parlamentswahlen fanden im Februar und März des folgenden Jahres statt und brachten tatsächlich eine Mehrheit für die sogenannten Progressiven, den Block der muslimischen Grundbesitzer, die ihre Klientel erfolgreich mobilisiert hatten. Gleichwohl gewann Delvina persönlich ein Parlamentsmandat, und bald kam der allgemein anerkannte Verwaltungsfachmann wieder in Regierungsverantwortung. Iljaz Bej Vrioni, sein Nachfolger als Ministerpräsident, ernannte ihn im Juli 1921 zum Innenminister. Diesen Posten bekleidete er nur drei Monate bis zum Rücktritt Vrionis. In der liberalen Regierung Fan Nolis war Sulejman Delvina dann in der zweiten Hälfte des Jahres 1924 Außenminister.
Nach dem erfolgreichen Putsch Ahmet Zogus gegen die Regierung Noli verließ Delvina Albanien für einige Jahre und lebte als Emigrant in verschiedenen europäischen Ländern. Erkrankt kehrte er 1931 in sein Heimatland zurück; er starb im Jahr darauf in Vlora. Bestattet wurde er in seiner Geburtsstadt in einem Ehrengrab.

## Ehrung

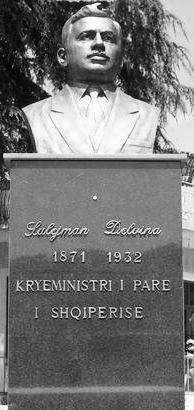
Denkmal für Sulejman Delvina in Tirana

Sulejman Delvina gilt in der Geschichte Albaniens als einer der wichtigsten albanischen Staatsmänner. Er baute mit anderen Politikern des Kongresses von Lushnja den Staatsapparat aus, konnte die territoriale Integrität Albaniens bewahren und war in seiner Zeit sehr geschätzt.
Nach Delvina wurden in Albanien, Kosovo und Nordmazedonien Straßen, Plätze, Schulen u. ä. benannt. In vielen Städten stehen Büsten und Statuen von ihm.